# 黑特施泰特
黑特施泰特（德語：Hettstedt，發音：[ˈhɛtˌʃtɛt] ⓘ）是德国萨克森-安哈尔特州曼斯费尔德-南哈茨县的城市，面积36.93平方千米，2023年12月31日人口为13,498人。